# Лъки
Вижте пояснителната страница за други значения на Лъки.
Лъ̀ки е град в Южна България, Пловдивска област. Градът е административен център на община Лъки. По данни на ГРАО към 15 юни 2023 г. в града живеят 1786 души по настоящ адрес и 1881 души по постоянен адрес.

## География
Град Лъки се намира на 211 км от столицата София, на 40 км. от областния град Пловдив, и на 30 км. от град Асеновград, в близост е до Бачковския манастир и преди курорта Пампорово.
Населението на град Лъки е 2128 жители към 1 февруари 2011 г. По данни на НСИ към 31 декемвр 2018 населението на града 1852 жители.
Община Лъки е разположена в силно пресечения Преспански дял на Западните Родопи. Граничи с общините Асеновград, Чепеларе, Смолян и Баните.
На нейната територия се намира манастирският комплекс „Кръстова гора – Св. Троица“, който привлича поклонници от страната и чужбина.
Прекрасни условия за ловен туризъм се предлагат от Държавната дивечовъдна станция „Кормисош“.
Районът се намира в живописните клисури на р. Манастирска, Дряновска, Юговска, Лъкинска. На територията на общината с административен център град Лъки са разположени 8 села – Борово, Белица, Джурково, Дряново, Здравец, Лъкавица, Манастир и Югово.
Надморската височина на град Лъки е 634 метра, а на най-високото населено място в общината с. Манастир – 1500 метра.

## Климат
Климатът е континентално-средиземноморски. Зимата е мека, лятото е прохладно, пролетта е кратка и дъждовна, а есента - мека, приятна и топла. В района на Лъки преобладават западните и южните ветрове. Средната годишна температура е 11,5°C. Релефът на общината е типично планински. Представлява лабиринт от ридове с различни дължини и посоки. Районът е богат на красиво извисени карстови форми. 

## Религии
Население – основно българи, изповядващи ислям и християнство.

## Икономика
Главният отрасъл в икономиката на града е добива на оловно-цинкова руда. В миналото на територията на общината е имало няколко действащи рудници, но към момента функционират само два – рудник „Дружба“ и „Джурково“. С тяхната дейност са свързани много от работоспособните жители на града. В града функционира фабрика за обогатяване на добитата руда. Друг отрасъл, застъпен в местната икономика, е текстилната промишленост – работят няколко шивашки цеха и завод „Брод-Лъки“, чиято продукция се продава и в чужбина. Друга част от жителите са заети в областта на услугите – образование, местна администрация, здравеопазване и т.н. Дърводобивната и дървопреработвателната индустрия също имат своя дял в икономиката на града. На територията на общината осъществяват своята дейност 2 горски кооперации и няколко дървопреработвателни цеха.

## Забележителности

### Училища
Едва през 1934 г. проблясва първата светлина в Лъкински район – открито е училище в с. Югово, а малко по-късно и в с. Манастир.
Първото училище в Лъки е открито на 27 декември 1937 г., в което учителства Филип Петров Бояджиев родом от с. Габарево, Казанлъшко. Обучават се 20 ученика на различна възраст. Училището се е помещавало в една от стаите на Общината, построена през 1935 г. През втората година се открива трапезария за учащите се, с което се дава възможност на по-голям брой деца от околните населени места да се учат в Лъки.
Учителят Бояджиев, чието име учениците произнасят с благоговение, успява да завладее и разпали детското им въображение в изработването на първите етнографски експонати с мъниста – гердани, гривни, торби. С това се слага началото на етнографското проучване на родния край през 1937 г., а през есента на същата година училището участва със свои предмети в Стопанската изложба в гр. Пловдив и получава първите награди – 2 златни гривни и 2 одеяла.
Броят на учениците непрекъснато се увеличава и след 2 години осезаемо се чувства нуждата от разширяване на сградата. С помощта на Общината се обзавежда сравнително добро за времето си училище, което след третата година от основаването си става средищно, независимо че в него работи само 1 учител. По-късно постъпват на работа учителите Петър Цанов от с. Оряховица, Пазарджишка община и Пейо Панов от с. Манастир.
До 1954 г. училището в Лъки е начално. През същата година се открива и първият прогимназиален клас – пети. Разработените рудни находища на територията на Лъкинска община привличат много заселници, което дава отражение върху броя на учениците, поради което възниква необходимост от нова училищна сграда. След зимната ваканция на учебната 1958/59 година учениците са настанени в ново училище, което разполага с 9 учебни стаи, дирекция и учителска стая. С помощта на местния Народен съвет и вече съществуващата общественост в Лъки се открива Интернат, в който са настанени всички деца от околните махали.
Паметна за населението на Лъки остава 1959 г. С Указ № 139 на МС местността се утвърждава в самостоятелна административна единица и се отделя административно от община Дряново (Харманлийска околия, Хасковски окръг).
През 1955 – 1961 години пред учителския колектив стоят немалко задачи, сред които е ограмотяване на населението и ликвидиране на неграмотността и с много сърцатост и отговорност учителите работят в училище и с населението от общината и постигат значителни резултати.
През 1961/62 г. училищната сграда се разширява, като се построява и III етаж с 5 учебни стаи, кабинет по химия и хранилище. Освен това към северната част на училищния двор се издига нова постройка, която се обзавежда съвременно – лекарски кабинет, физкултурен салон, библиотека, кабинет по физика, стая за извънкласна работа с учениците и работилница. Богата е 1961 г. със събития за учителския колектив. На 16 октомври 1961 г. към училището се открива редовна вечерна прогимназия с 4 класа – V-VIII клас. През тази учебна година училището преминава в осмокласно.
Със заповед 21 от 11 май 1963 г. на МНП от 15 септември същата година Основното училище в с. Лъки прераства в СПУ (Средно политехническо училище). Същата година се разкрива и вечерно средно политехническо училище с една паралелка в IX клас. Това събитие се посреща с особено задоволство от родители, ученици и учители. Тогава директор на училището е сърцатият Слав Бозаджиев – човек енергичен, всеотдаен в работата си, неуморен педагог, значителен читалищен и обществен деец.
На 25 май 1966 г. завършва I гимназиален випуск на училището. През годините на утвърждаване Средното училище се нарича СПУ „Христо Ботев“, от 1980/81 г. ЕСПУ „Христо Ботев“ (Единно средно политехническо училище) и от 1989/90 г. СОУ „Христо Ботев“ (Средно общообразователно училище). През 1968/69 година е построена новата сграда на Ученическия пансион, където живеят и се учат децата от съседните села. Броя на учениците достига рекордното число 1393 през 1970/71 г., като през 1986/87 г. спада на 710, а през 2004/2005 г. е едва 385 ученика по причина на миграция на населението и намаляване драстично раждаемостта през последните 10 – 15 години на новото време.
През 2004/2005 г. завършва 40-ия гимназиален випуск на училището. Учениците успешно се обучават от 1996/97 г. в специалностите „Среден мениджър“, „Организатор на среден и дребен бизнес“ и от 2003/2004 г. профилирано обучение „Стопанско управление“. Една част от учениците успешно намират реализация в стопанския сектор, а повече от половината ежегодно успешно се представят на кандидат-студентските конкурсни изпити и успешно се обучават и завършват различни ВУЗ. През 40-годишната гимназиална история от училището са завършили не малък брой учители, инженери, икономисти, юристи, медици, стоматолози и много кадри в Техникуми и колежи над средно образование.
За учебната 2007/2008 г. е утвърден прием в профил „Туризъм“, тъй като се отчитат възможностите на община Лъки за развитие в направление туризъм – съхранена околна среда и богато биоразнообразие.

### Природни забележителности
Признати природни забележителности в общината са:
- Скален мост – с. Белица
- Водопад Гюмбуртията – с. Белица
- Водопад Свети дух – с. Манастир
- Сливодолско падало – с. Югово

### Музейни сбирки
- Етнографска музейна сбирка към НЧ „Зора“ – гр. Лъки
- Етнографска музейна сбирка към НЧ „Хр. Ботев“ – с. Манастир

## Редовни събития
Всяка година през последната седмица на август по традиция се организира събор, наречен „Миньорски празник“ в чест на всички миньори в местността. Събитието е голямо за град Лъки, като се събират хора от всички околни местности. През 2006 г. официален гост е президентът на Република България Георги Първанов.

## Личности
Родени в Лъки
- Лушка Маджарова, българска поетеса, авторка на 6 поетични книги
- Росица Пейчева (р. 1973), българска народна певица

## Кухня
Има интересна местна кухня. Характерни са: родопската баница (наречена „клин“), качамак, трахана, пататник, фасул (боб).